# Operacija Burin
Operacija Burin bila je planirana operacija Glavnog stožera Hrvatske vojske zauzimanja dijela istočne Hercegovine s ciljem prekidanja topničkih napada Vojske Republike Srpske na dubrovačko područje i Dolinu Neretve, kao i otklanjanja opasnosti napada VRS na potezu Trebinje – Plat čime bi Konavle bile odsječene od Dubrovnika, a RS izašla na more.:str. 635. Opasnost je bila realna, jer VRS je u nekim dijelovima BiH napravila protunapade, negdje i uspješne, a na području istočne Hercegovine gomilale su snage radi upada na ozemlje RH, izbijanja na more čime bi ojačala pregovaračku poziciju.

## Povod operacije
Zbog neostvarivanja cilja izlaska na Jadransko more, te zauzimanja Doline Neretve, Hercegovački korpus VRS je od 1992. sustavnom topničkom paljbom gađao dubrovačko područje, te područje istočne Hercegovine koje je kontrolirao HVO, od Ravnog do Mostara. Prema izvješću Policijske uprave Dubrovačko-neretvanske, od 26. listopada 1992. do 30. kolovoza 1995. od Konavala do Stona poginulo je 9 civila, a ozlijeđeno ih je 18. Zabilježena je i velika materijalna šteta, pa je tako u općini Konavle šteta na civilnim i gospodarskim objektima iznosila preko 2 milijuna kuna. Značajan broj poginulih je bio i u Hercegovini. Između ostaloga, topništvo VRS-a je 11. studenog 1994. bombardiralo mostarsku katedralu u kojoj je u tom trenutku bilo 50-ak djece na vjeronauku. Poginulo ih je dvoje, a četvero ih je teško ozlijeđeno.:str. 634. i 635.
Najznačajniji cilj operacije bio je zauzimanje Trebinja, gdje su se nalazila zapovjedništva postrojbi, logistička i personalna osnova, a u okolici topnički položaji s kojih je napadano dubrovačko područje. Osim Trebinja, plan je predviđao i zauzimanje Ljubinja u kojem je bio logistički centar VRS-a zadužen za topničko gađanje Stoca, Čapljine i Neuma, kao i dovođenje u poluokruženje Bileće gdje se nalazilo Zapovjedništvo Hercegovačkog korpusa VRS-a.:str. 636.

## Snage
Postrojbe HV-a podređene Zapovjedništvu Južnog bojišta koje su trebale izvesti operaciju bile su::str. 639.
- 114. brigada (Split),
- 115. brigada (Imotski),
- 116. domobranska pukovnija (Metković),
- 156. domobranska pukovnija (Makarska),
- 163. brigada (Dubrovnik),
- 4. gardijska brigada (Split),
- 9. gardijska brigada (Gospić),
- 1. bojna 1. hrvatskoga gardijskog zdruga (Zagreb),
- 1. bojna 16. topničko-raketne brigade (Bjelovar),
- 144. brigada (Sesvete),
- specijalne postrojbe MUP-a Policijskih uprava Dubrovačko-neretvanske i Splitsko-dalmatinske,
- Hrvatsko ratno zrakoplovstvo i protuzračna obrana, te
- Hrvatska ratna mornarica.

Prema podatcima GS HV, snage VRS koje su branile područje bile su::str. 637.-639.
- 1. hercegovačka motorizirana brigada Trebinje (na prostoru od granice s Crnom Gorom prema prometnici Ravno – Ljubinje),
- 13. motorizirana brigada ojačana dijelom 15. lake brigade Ljubinje (na prostoru od prometnice Ravno – Ljubinje prema rijeci Radimlji kod Stoca),
- snage iz sastava Sarajevsko-romanijskog korpusa veličine jedne bojne,
- bojna ročne vojske u Bileći,
- dragovoljci iz Savezne Republike Jugoslavije, te
- 7. mješoviti artiljerijski puk.

Lijevo krilo obrane držale su snage Vojske Jugoslavije, Jugoslavenske ratne mornarice te Ministarstva unutarnjih poslova Crne Gore. Pretpostavka GS HV bila je da se ove snage ne bi uključivale u direktni već u prikriveni sukob, a najveća opasnost predstavljala je moguća akcija Podgoričkog i Hercegovačkog korpusa i JRM prema Konavlima, u svrhu izlaska RSK na more. Sastav snaga VJ u Crnoj Gori bio je sljedeći:
- taktička grupa jačine pješačke bojne iz sastava 179. motorizirane brigade Nikšić (na prostoru sela Vilusi), oklopna satnija iz sastava 5. motorizirane brigade (na prostoru Vraćenovića) te dio topništva iz puka Danilovgrad (na prostoru Osječenice),
- 81. brigada Obalne obrane, ojačana izviđačko-diverzantskom satnijom i satnijom specijalne policije MUP-a Crne Gore koja je nadzirala hrvatsko-crnogorsku granicu,
- 110. motorizirana brigada (na području sjeverozapadno od Boke kotorske),
- flota VJ u Boki kotorskoj (procijenjene snage: 3 velika ophodna broda, 4 raketne topovnjače, 5 raketnih čamaca, 5 torpednih čamaca, 2 podmornice tipa 821-831, 2 – 3 podmornice tipa 911, 15 desantno-jurišnih čamaca, bojnu mornaričko-desantnog pješaštva, 30 pomorskih i 30 kopnenih diverzanata i oko četiri tisuće raznih mina)
- Jugoslavensko ratno vazduhoplovstvo smješteno u Zračnoj luci Podgorica s mogućnošću korištenja uzletišta u Tivtu i Danilovgradu (procijenjene snage: 44 zrakoplova N-62 Super galeb, 20 zrakoplova J-22/NJ-22 Orao, 11 helikoptera Mi-8, 4 helikoptera Gazela, 3 helikoptera Ka-25, 2 helikoptera Ka-28 i 3 helikoptera Mi-14).

## Pripreme za operaciju
Pripreme za operaciju počele su sredinom kolovoza 1995., a zapovijed je data 3. rujna.:str. 643. U Mostaru je 7. rujna održan sastanak časnika HVO-a i Armije Republike Bosne i Hercegovine, s ciljem raspravljanja zajedničkog djelovanja.:str. 645. Dana 16. rujna novim zapovjednikom Južnog bojišta postao je general bojnik Živko Budimir, pukovnik Ante Elez je postao novi zapovjednik 163. brigade, dok je pukovnik Ratko Dragović postao novi zapovjednik 156. domobranske pukovnije. U Metkoviću je 21. rujna ustanovljeno Istaknuto zapovjedno mjesto iz kojega se trebala voditi operacija. Zapovjednikom je imenovan stožerni brigadir Mate Obradović, a za načelnika stožera brigadir Adam Seferović.:str. 644.
Glavni smjer napada, prijevoj Stolovi – Ljubinje – planina Viduša – Bileća, trebale su izvesti snage Operativne skupine Viduša: 4. i 9. gardijska brigada, te 144. i 114. brigada. Zapovjedništvo skupine bilo je u Hutovu. Zadaća 9. gardijske i 144. brigade bilo je razbijanje 13. motorizirane brigade u rajonu Žegulje, osiguranje bočne potpore 4. gardijskoj brigadi, te izlazak na južni rub Dabarskog polja, i to osvajanjem kota planina Viduše i Sitnice (Kubaš, Crno osoje, Oštra kosa...) te šireg rajona sela Krivača. Spajanjem s 4. gardijskom brigadom te prelaskom u obranu na crti Dabarsko polje – Krivača – Ilijina glava predviđeno je i kontroliranje prometnica kojima je moglo stići pojačanje VRS, iz pravca Gackog i Nevesinja. Prvi pomoćni smjer napada trebale su izvesti 156. domobranska pukovnija, 163. brigada i specijalne postrojbe MUP-a. Zadaća im je bila razbijanje snaga Trebinjske brigade, osvajanje kota po dubini, stavljanje Trebinja u poluokruženje, te njegovo zauzimanje s dijelom snaga 4. gardijske brigade. Zauzimanjem prometnice Trebinje – Vilusi trebalo je spriječiti potencijalno pojačanje VJ iz Crne Gore. Drugi pomoćni smjer trebale su izvesti snage 115. brigade i 116. domobranske pukovnije koje su bile na položajima u Popovu polju, a cilj im je bio vezivanje i razbijanje Trebinjske brigade, te poslije čišćenje Popova polja od snaga VRS. Snage HVO-a trebale su djelovati iz pravca Stoca i Dubravske visoravni a u cilju vezivanja snaga Hercegovačkog korpusa te razbijanja dijela 8. nevesinjske i 13. motorizirane brigade VRS. Zajedno s 9. gardijskom brigadom trebali su osvojiti planine Hrgud i Sniježnicu te uskladiti djelovanje s 4. korpusom ABiH na prostoru Mostar – Blagaj – Nevesinje. Kopnenim snagama podršku su davale Hrvatska ratna mornarica, Hrvatsko ratno zrakoplovstvo i protuzračna obrana, te topničko raketna skupina Južnog bojišta. Predviđeno vrijeme trajanja operacije bilo je 4-5 dana.:str. 640.-643.

## Prva odgoda
Zbog nemogućnosti Europske unije da okonča rat, glavnu ulogu preuzimaju SAD mirovnim planom po kojem su međunarodne granice država trebale ostati nepromijenjene, a unutarnje uređenje BiH trebalo je biti u omjeru 49:51 (Federacija BiH:Republika Srpska), što je vodstvo RS uglavnom odbijalo. Uz ekonomske sankcije, zračni napadi NATO-a te uspjesi hrvatsko-bošnjačkih snaga ipak su učinili da vodstvo RS pristupi pregovorima. SAD po mirovnom planu nije predviđao da hrvatske i bošnjačke snage napreduju prema Banjaluci, nakon oslobađanja prostora od Drvara do Jajca i Donjeg Vakufa, u operacijama Maestral i Južni potez. Iako nije izričito navedeno, ovo se odnosilo i na druge dijelove BiH, pa i na istočnu Hercegovinu jer bi se osvajanjem novih prostora narušila podjela BiH u omjeru 49:51. U Operaciji Burin postojala je i pretpostavka da bi se u sukob mogle umiješati i snage VJ, tako da je sve to utjecalo na privremeno obustavljanje operacije. Istaknuto zapovjedno mjesto GS HV-a u Metkoviću po zapovijedi načelnika GS HV-a generala Zvonimira Červenka 28. rujna se stavilo u stanje mirovanja. Časnici su vraćeni su u matične postrojbe, a operativna dokumentacija u GS HV.:str. 645.

## Druga i konačna odgoda
Međutim, od Burina se nije odustalo iz razloga što je i dalje prijetila opasnost iz istočne Hercegovine. To se odnosilo na izjave srpskih čelnika, ali i na nastavljene topničke napade Hercegovačkog korpusa, kako na civilne, tako i na vojne ciljeve, unatoč primirju potpisanom 12. listopada. Nastavak planiranja Operacije Burin može se gledati i kao odgovor na potencijalni neuspjeh pregovora u Daytonu koji su počeli 1. studenog 1995. General Červenko 7. studenog izdaje novu zapovijed za Operaciju Burin.:str. 652. Cilj je ostao isti, a došlo je do promjena u snagama koje su trebale sudjelovati. Zapovjedništvo Južnog bojišta je tijekom studenog 1995. završilo planove koje je GS HV odobrio 23. studenoga.:str. 654. Budući da je rezultat pregovora Daytonskog sporazuma potpisan 14. prosinca u Parizu, od Operacije Burin se drugi put i konačno odustalo. Krajem studenog i u prosincu 1995. pristupilo se rasformiranju zapovjedništava i demobilizaciji postrojbi koje su trebal sudjelovati u operaciji Burin. Planovi operacije su 7. prosinca 1995. predani Odjelu za planiranje i uporabu Oružanih snaga Republike Hrvatske GS HV.:str. 655.